# Sphyrna alleni
Sphyrna alleni (Акула-молот дрібноголова) — вид акул з родини акул-молотів (Sphyrnidae) ряду кархариноподібних (Carcharhiniformes). Описаний у 2024 році.

## Назва
Вид названий на честь співзасновника Microsoft Пола Аллена. Фонд родини Пола Г. Аллена профінансував дослідницькі зусилля, які привели до відкриття виду.

## Поширення
Вид поширений на західноатлантичному узбережжі від Белізу до Бразилії.

## Таксономія
Вид виокремлений у 2024 році з Sphyrna tiburo.

## Опис
Sphyrna alleni — невеликий вид акул, розміром менше 150 сантиметрів у довжину. Як і у інших акул-молотів, її голова має форму сплощеного головокрила. Останній має більш загострений передній край, ніж у S. tiburo, і має частки на задніх краях, що призводить до того, що його описують як «лопатоподібний». У самців голова має додаткову опуклість на передній стороні. Зуби гостріші, ніж у S. tiburo. Особини мають від 80 до 83 передхвостових хребців, приблизно на 10 більше, ніж у S. tiburo.